# Budynek siłowni Huty Bobrek
Budynek siłowni Huty Bobrek – dwuczęściowy budynek elektrowni wzniesiony w 1900 i 1907 roku w Bytomiu-Bobrku, wpisany do rejestru zabytków nieruchomych województwa śląskiego.

## Historia
Siłownia, tj. zakładowa elektrownia, została wzniesiona na przestrzeni lat 1900–1907 na potrzeby Huty Julia. Budynek południowy wzniesiono w 1900 roku, a budynek północny w 1907 roku (według innego źródła w 1913 lub 1914 roku). Siłownia mieściła się w budynku północnym, który od lat 70. XX wykorzystywano jako wydział elektryczny. W części południowej była sala zborna i wydział rachuby; od lat 50. XX wieku przestrzeń była wykorzystywana jako świetlica, a od lat 70. XX wieku przeznaczono ją na szatnię.
7 listopada 1984 roku obiekt wpisano do rejestru zabytków nieruchomych województwa katowickiego (numer w rejestrze: A/1329/84). Obiekt obecnie należy do przedsiębiorstwa Koksownia Bytom, jest przygotowywany pod siedzibę muzeum koksownictwa.

## Architektura
Siłownia Huty Bobrek to dwa połączone budynki wzniesione z cegły, w stylu neoromańskim (w jednolitej dekoracji), na planie wydłużonego prostokąta (o długości około 108 m), przy czym budynek południowy jest nieco węższy. Budynki niepodpiwniczone, wzniesione na podmurówce, jednokondygnacyjne, nakryte dachem dwuspadowym o konstrukcji stalowej z wiązarów systemu Polonceau z doświetleniem kalenicowym. 
Elewacje nieotynkowane, główna elewacja rozdzielona gzymsem na dwie kondygnacje, duże okna w prostokątnych polach zamknięte pełnym łukiem z archiwoltą, nad nimi arkady utworzone z szeregu poczwórnych okien z kolumienkami poniżej fryzu arkadowego. Elewacje boczne udekorowane ceramicznymi kształtami, podzielone lizenami. Obie części zabezpieczono za pomocą stalowych ściągów przed szkodami górniczymi. Od strony zachodniej i północnej znajdują się przyległe późniejsze przybudówki. 
We wnętrzu znajdowała się aparatura zasilana gazem wielkopiecowym; zastosowane prądnice były wyposażone w koła zamachowe w obudowach o średnicy około 15 metrów.

## Galeria

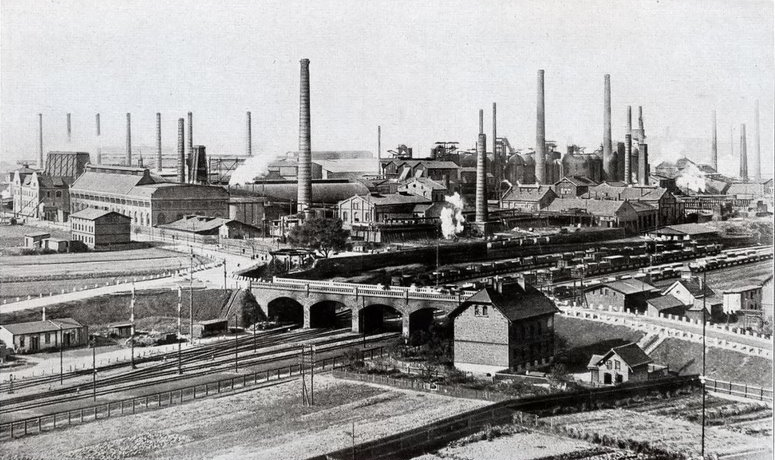
Huta Julia, z lewej budynek siłowni
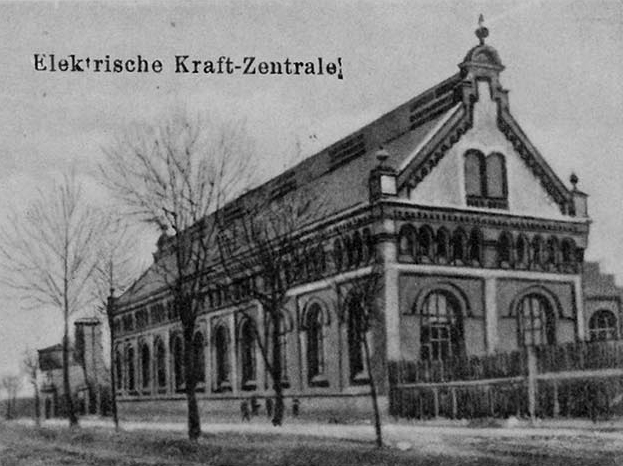
Południowy budynek siłowni
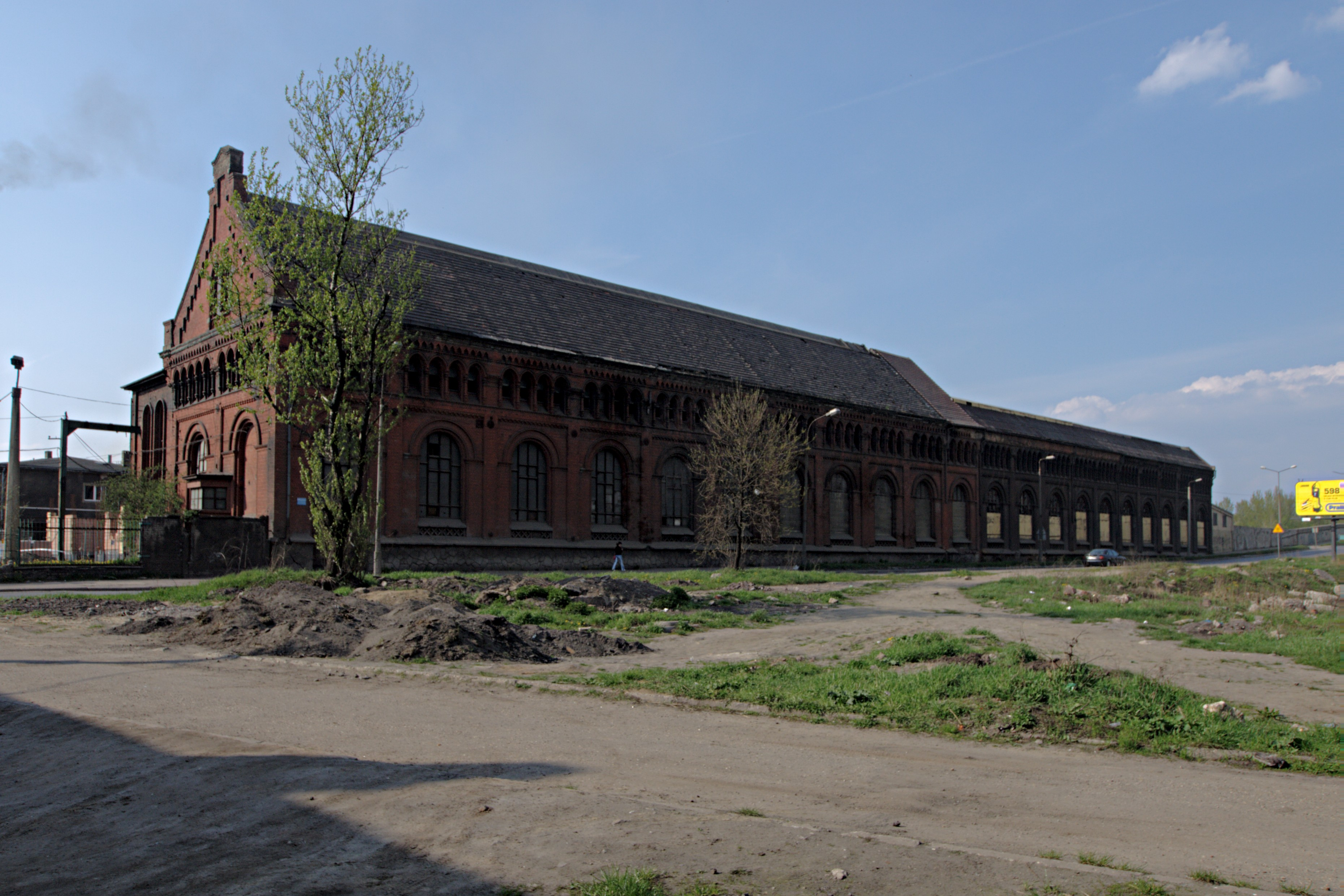
Elewacja południowo-wschodnia (2011)
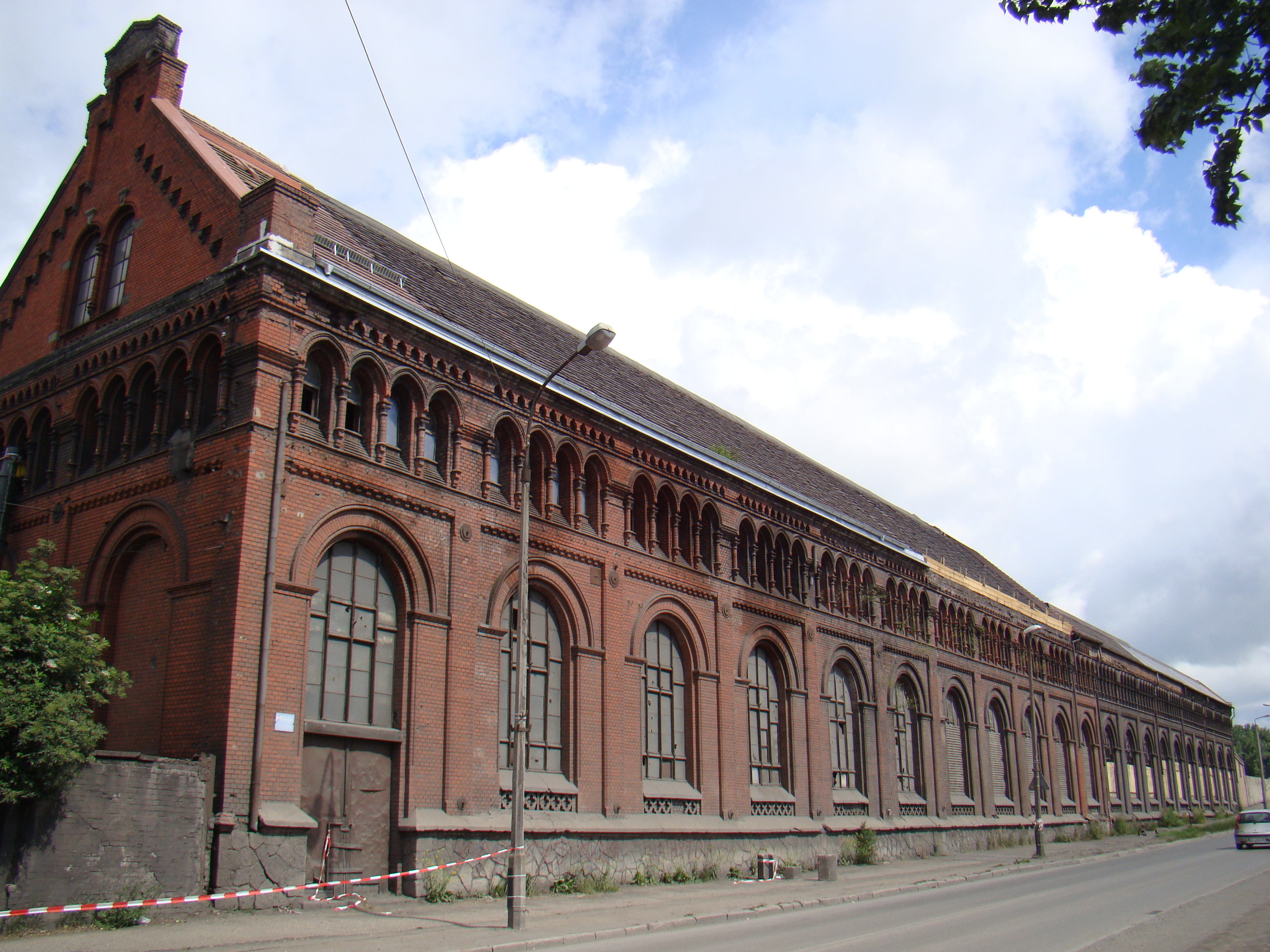
Elewacja południowo-wschodnia (2014)
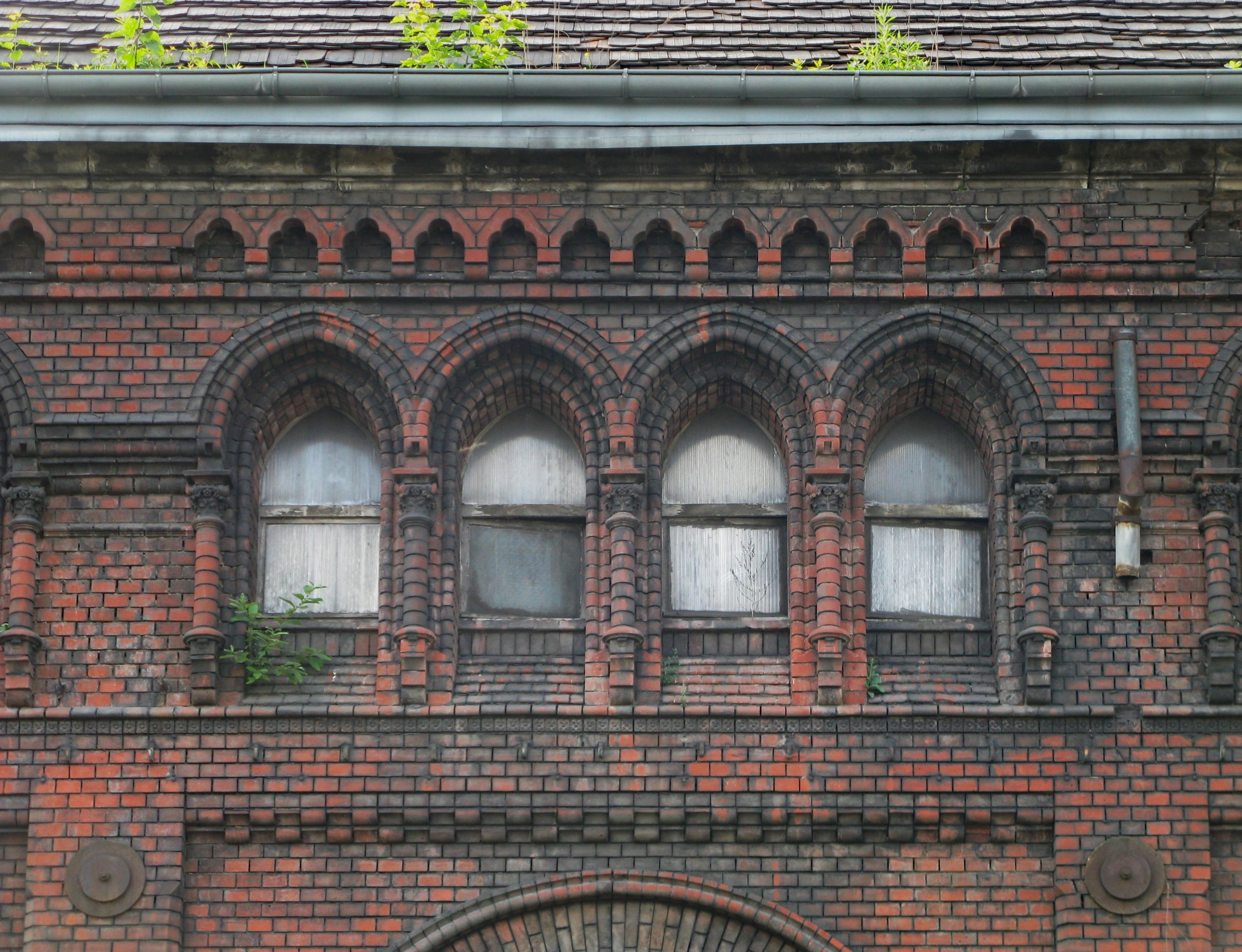
Poczwórne okna w głównej elewacji (2018)
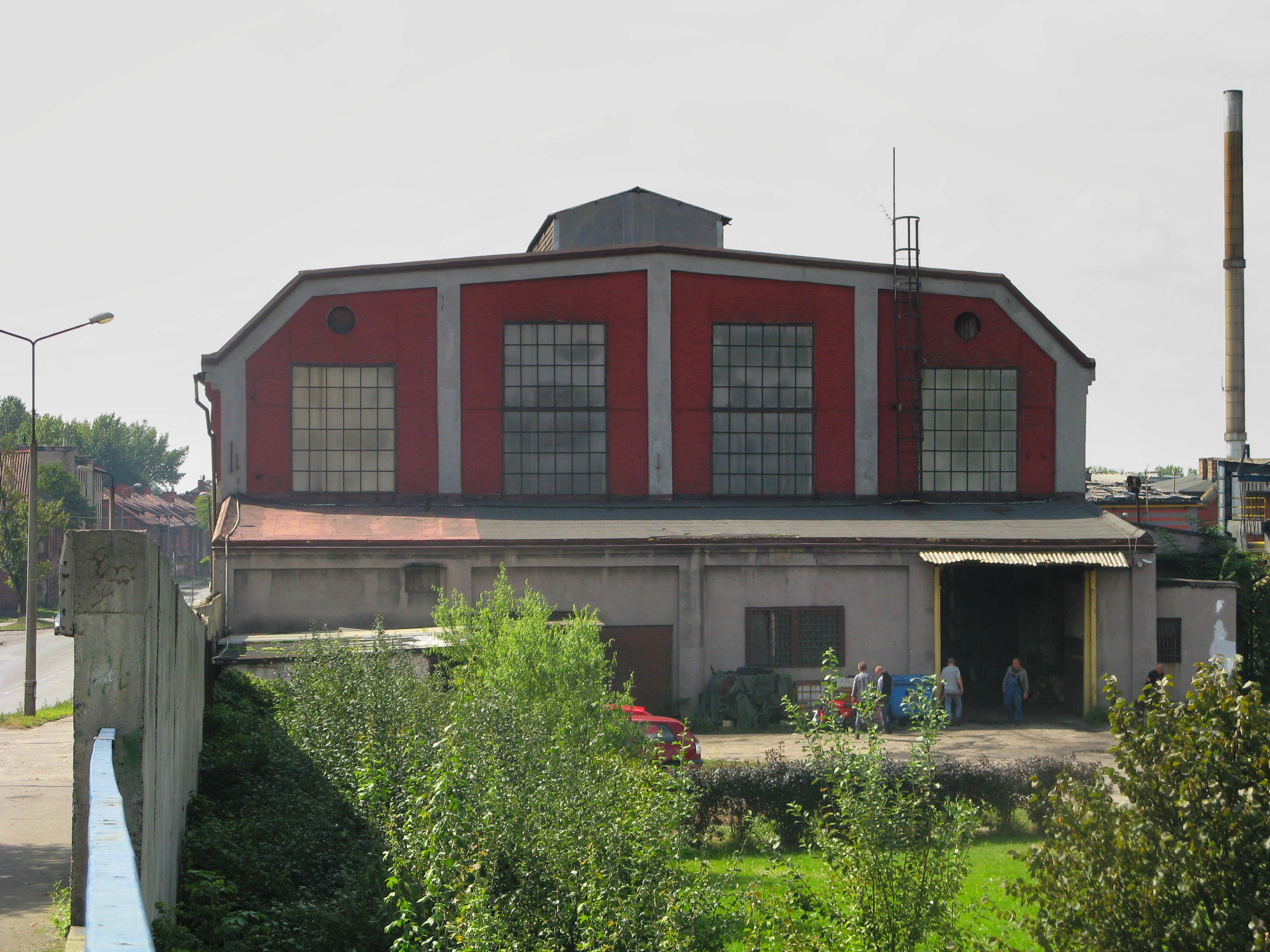
Boczna elewacja części północnej (2018)